# Guntkajmy
Guntkajmy (deutsch Gunten) war ein Ort in der polnischen Woiwodschaft Ermland-Masuren. Seine Ortsstelle gehört zum Gebiet der Gmina Bartoszyce (Landgemeinde Bartenstein) im Powiat Bartoszycki (Kreis Bartenstein (Ostpr.)).

## Geographische Lage
Die Ortsstelle Guntkajmys liegt östlich der Elma (deutsch Elm) in der nördlichen Mitte der Woiwodschaft Ermland-Masuren, 21 Kilometer südlich der früheren und heute auf russischem Hoheitsgebiet gelegenen Kreisstadt Preußisch Eylau (russisch Bagrationowsk) bzw. 15 Kilometer südwestlich der heutigen Kreismetropole Bartoszyce (deutsch Bartenstein).

## Geschichte
1469 ist das Jahr der ersten Erwähnung des seinerzeit Gunditten genannten Gutsortes, der nach 1469 Gunthen und erst nach 1785 Gunten hieß. Im Jahre 1874 kam der Gutsbezirk Gunten zum neu errichteten Amtsbezirk Reddenau (polnisch Rodnowo) im ostpreußischen Kreis Preußisch Eylau.
Im Jahre 1889 wurde das Landgut mit einer Fläche von 318 Hektar beschrieben, und im Jahre 1910 zählte das Dorf 50 Einwohner.
Am 30. September 1928 verlor Gunten seine Eigenständigkeit und wurde mit den Nachbargutsbezirken Liebhausen (polnisch Kicina) und Markhausen (Wojtkowo) in die Landgemeinde Borchertsdorf (Burkarty) eingegliedert.
In Kriegsfolge kam 1945 das gesamte südliche Ostpreußen zu Polen. Gunten erhielt die polnische Namensform „Gutkajmy“. Der Ort wurde nur gering besiedelt. So lebten hier 1970 nur sechs Einwohner in zwei Häusern. Und schon 1983 war Guntkajmy offiziell nicht mehr existent, seinen Namen gibt hier nur noch in  geodätischem Zusammenhang.

## Religion

### Christentum
Bis 1945 war Gunten in die evangelische Kirche Reddenau (polnisch Rodnowo) in der Kirchenprovinz Ostpreußen der Kirche der Altpreußischen Union, außerdem in die römisch-katholische Kirche der Stadt Bartenstein (Bartoszyce) im damaligen Bistum Ermland eingepfarrt.

## Verkehr
Die Ortsstelle Guntkajmys liegt an einer Nebenstraße, die von Burkarty (Borchertsdorf) in der Gmina Bartoszyce über die Elma (Elm) bis nach Wielochowo (Großendorf) in der Gmina Lidzbark Warmiński (Heilsberg) führt.

## Persönlichkeiten des Ortes

### Aus dem Ort gebürtig
- Georg Frommer (* 29. September 1862 in Gunten), Rittergutsbesitzer, Mitglied des Deutschen Reichstages († 1940)